# Conophorus cristatus
Conophorus cristatus är en tvåvingeart som beskrevs av Joseph Hannum Painter 1940. Conophorus cristatus ingår i släktet Conophorus och familjen svävflugor.
Artens utbredningsområde är Kalifornien. Inga underarter finns listade i Catalogue of Life.